# Ким, Анна
Анна Ким (нем. Anna Kim) — австрийская писательница корейского происхождения.

## Биография
Родилась 10 сентября 1977 года в городе Тэджон, Южная Корея. В 1978 году переехала в Германию. С 1978 по 1983 год жила в Брауншвейге и Гиссене, а с 1983 года — в Вене. В 1995 году поступила в Венский университет, и в 2000 году окончила его со степенью магистра театроведения и философии. Защитила диссертацию по социологии (2001). В 2000—2002 годах жила в Лондоне и Кембридже, после чего вернулась в Вену.
Анна Ким — автор ряда прозаических и поэтических произведений. С 1999 года она публикуется в различных журналах, таких как Manuskripte, Zwischenwelt и VOLLTEXT. В 2004 году вышла её первая книга.
В 2000 году она вступила в Ассоциацию писателей Грац (Grazer Autorenversammlung). В 2004 году получила авторскую стипендию Вены.

## Книги
- Die Bilderspur, повесть (2004)
- Das Sinken ein Bückflug, стихи (2006)
- Застывшее время/ Die gefrorene Zeit, роман (2008, англ. пер. 2010)
- Invasionen des Privaten, эссе (2011)
- Die Form der Erinnerung=Figure du souvenir, новеллы (2011, на нем. и франц. яз.)
- Анатомия одной ночи/ Anatomie einer Nacht, роман (2012, англ. пер. 2013)

## Награды
- 2009 — Премия Вены по литературе.
- 2012 — Премия Европейского союза по литературе (за роман Застывшее время)